# João Scognamiglio Clá Dias
João Scognamiglio Clá Dias, EP (São Paulo, 15 de agosto de 1939 – Franco da Rocha, 1 de novembro de 2024) foi um religioso brasileiro, fundador dos Arautos do Evangelho, uma associação privada de fiéis de Direito Pontifício, da Sociedade de Vida Apostólica clerical Virgo Flos Carmeli e da Sociedade de Vida Apostólica feminina Regina Virginum.
Monsenhor Clá Dias é autor de várias obras, que incluem O Inédito sobre os Evangelhos (2013-2016), em 7 volumes, e a sua biografia de Plinio Corrêa de Oliveira, O Dom de Sabedoria na Mente, Vida e Obra de Plinio Corrêa de Oliveira (2016), em 5 volumes, ambas editadas pela Libreria Editrice Vaticana.
Em 12 de junho de 2017, foi publicada uma carta, datada em 2 de junho de 2017, na qual Monsenhor João Clá Dias anuncia sua renúncia ao cargo de Superior Geral dos Arautos do Evangelho em meio a investigações do Vaticano de abusos nos Arautos do Evangelho.

## Vida
Filho de Antonio Cla Díaz, espanhol nascido em Ceuta, e de Annita Scognamiglio, paulistana filha de imigrantes italianos, sempre teve forte formação religiosa em família.
Foi membro da Sociedade Brasileira de Defesa da Tradição, Família e Propriedade (TFP) durante décadas, associação civil de cunho católico que combateu o comunismo e o progressismo no Brasil, e se espalhou pelo mundo sob a liderança do leigo Plinio Corrêa de Oliveira. Como membro da sociedade, escreveu um livro sobre a mãe de Plinio, Lucilia Corrêa de Oliveira, chamado Dona Lucilia, com prefácio do padre Antonio Royo Marín.
No dia 15 de agosto de 2009, o Papa Bento XVI conferiu-lhe, pelas mãos do cardeal Franc Rodé, a medalha Pro Ecclesia et Pontifice, concedida àqueles que se distinguem por sua atuação em favor da Igreja Católica e do papado.[carece de fontes?]
Monsenhor João Clá foi cônego honorário da Basílica Papal de Santa Maria Maior, em Roma, e protonotário apostólico. Foi também membro da Sociedade Internacional Tomás de Aquino, da Academia Marial de Aparecida e da Pontifícia Academia da Imaculada.[carece de fontes?]
Foi condecorado em diversos países por sua atividade cultural e científica, recebendo a Medalha de Ciências do México e o título de Doutor Honoris Causa, outorgado pela UniÍtalo, de São Paulo. Foi licenciado em Humanidades pela Pontifícia Universidade Católica Madre y Maestra, da República Dominicana, doutor em Direito Canônico pela Pontifícia Universidade Santo Tomás de Aquino (Angelicum) e em Teologia pela Universidad Pontifícia Bolivariana, de Medellín, Colômbia.[carece de fontes?]
Tendo em vista a necessidade de formação intelectual, espiritual e doutrinária dos Arautos do Evangelho, Monsenhor João fundou o Instituto Filosófico Aristotélico Tomista (IFAT) e o Instituto Teológico São Tomás de Aquino, bem como o Instituto Filosófico-Teológico Santa Escolástica para o setor feminino. Para ajudar a cuidar das vocações dos jovens, promoveu a abertura de vários colégios de Ensino Médio, entre os quais o Colégio Internacional Arautos do Evangelho, na Grande São Paulo.[carece de fontes?]
Desde o seu AVC e sequelas decorrentes, iniciadas nos anos 2000, raramente aparece em público.
Em 23 de outubro de 2023, no Plenário Juscelino Kubitscheck da Assembleia Legislativa do Estado de São Paulo, em sessão solene recebeu o Colar de Honra ao Mérito. A Assembleia Legislativa do Estado do Rio de Janeiro, por sua vez, concedeu-lhe a medalha Tiradentes em 19 de agosto de 2024.
Morreu em Franco da Rocha na madrugada de 1 de novembro de 2024, por volta das 02:30, na idade de 85 anos, após 14 anos de padecimento decorrentes de um AVC.

## Controvérsias
Em 12 de junho de 2017, foi publicada uma carta, datada em 2 de junho de 2017, na qual Monsenhor João Clá Dias anunciava sua renúncia ao cargo de Superior Geral dos Arautos do Evangelho em meio a investigações do Vaticano. Um elemento nesta investigação foi um vídeo apresentado por Andrea Tornielli, em um artigo publicado no jornal italiano La Stampa, que mostrava vários membros dos Arautos do Evangelho, incluindo o Monsenhor Clá, ouvindo uma descrição de um "exorcismo", a qual, dentre outros relatos, "as chaves Pontifícias estavam na mão do diabo mas iam passar para as mãos" do Monsenhor.
Segundo a revista Veja, o ponto máximo da descrição do exorcismo é quando o Papa Francisco se torna o assunto. “E o Vaticano?”, pergunta o sacerdote do diálogo. Resposta: “Estou na cabeça. Ele é meu. Eu mexo na cabeça. Ele faz tudo o que quero. Ele é um estúpido. Ele me serve”. Pergunta o sacerdote: “Como será a morte dele?” Diz o demônio: “Ele vai escorregar e vai cair. Vai bater a cabeça. Mas ainda falta um pouco. Vai ser no Vaticano. E virá outro papa, Rodé. E será bom”.
Naquela época, os Arautos emitiram uma nota de esclarecimento afirmando que este era um vídeo antigo e que o vazamento havia ocorrido de forma inadequada e fora de contexto. Além disso, esclareceu que todas as medidas apropriadas foram tomadas de acordo com o Direito Canônico e à luz da teologia católica.
Em outubro de 2019, uma investigação do Ministério Público foi aberta devido a diversas denúncias de maus tratos, tortura e humilhação. Há vídeos onde o próprio João Clá agride e humilha jovens. Ao Fantástico, três representantes dos Arautos do Evangelho repudiaram todas as acusações e disseram que são vítimas de perseguição religiosa.
Há também um relato de abuso sexual que teria sido cometido por João Clá Dias, porém a Polícia Civil do Estado de São Paulo concluiu que não há indícios de materialidade para esta denúncia.